# Nati il 18 maggio
| Questa pagina contiene informazioni ricavate automaticamente dalle voci biografiche con l'ausilio del template Bio e di un bot. L'aggiornamento è periodico e automatico e ricostruisce completamente la pagina. Se manca una persona in questa lista, sei pregato di non aggiungerla, ma accertati piuttosto che la sua voce biografica contenga il template Bio e che i dati anagrafici siano correttamente compilati. Se il template Bio manca, inseriscilo tu stesso o, in alternativa, metti l'avviso {{tmp\|Bio}} che ne segnala la mancanza. Se i dati riportati sono sbagliati, correggi direttamente la voce biografica; le modifiche saranno visibili in questa lista entro pochi giorni. Per chiarimenti vedi il progetto biografie. La lista contiene solo le 1.123 persone che sono citate nell'enciclopedia e per le quali è stato implementato correttamente il template Bio. Pagina aggiornata al 17 ago 2025. |

## X secolo(1)
- 905 - Costantino VII Porfirogenito, imperatore e scrittore bizantino († 959)

## XI secolo(1)
- 1048 - ʿUmar Khayyām, matematico, astronomo e poeta persiano († 1131)

## XII secolo(1)
- 1186 - Costantino di Vladimir, nobile († 1218)

## XIII secolo(1)
- 1281 - Agnese d'Asburgo, regina († 1364)

## XV secolo(3)
- 1423 - Katherine Percy, nobile inglese († 1475)
- 1430 - Violante da Montefeltro, nobile italiana († 1493)
- 1475 - Alfonso d'Aviz, principe († 1491)

## XVI secolo(6)
- 1515 - Felice da Cantalice, religioso e santo italiano († 1587)
- 1537 - Guido Luca Ferrero, cardinale italiano († 1585)
- 1539 - Nicolò di Gesù Maria Doria, banchiere e religioso italiano († 1594)
- 1569 - Celso Amerighi, abate italiano († 1637)
- 1569 - Arima Toyouji, militare giapponese († 1642)
- 1580 - Federico I de' Rossi, generale italiano († 1632)

## XVII secolo(9)
- 1610 - Stefano della Bella, incisore italiano († 1664)
- 1631 - Stanisław Papczyński, religioso polacco († 1701)
- 1634 - Vincenzo Gonzaga, nobile italiano († 1714)
- 1637 - Giovanni Monevi, pittore italiano († 1714)
- 1641 - Almerico d'Este, generale italiano († 1660)
- 1641 - Olimpia Giustiniani, nobildonna († 1729)
- 1646 - Johannes Glauber, pittore, disegnatore e incisore olandese († 1726)
- 1668 - Jacques-Antoine Arlaud, pittore e miniatore svizzero († 1743)
- 1692 - Joseph Butler, filosofo e teologo inglese († 1752)

## XVIII secolo(36)
- 1701 - Charles Lennox, II duca di Richmond, nobile, politico e crickettista inglese († 1750)
- 1710 - Johann II Bernoulli, matematico svizzero († 1790)
- 1711 - Ruggero Giuseppe Boscovich, gesuita, astronomo e matematico dalmata († 1787)
- 1721 - Andrija Balović, presbitero, traduttore e storico montenegrino († 1784)
- 1721 - Giovanni Adolfo di Sassonia-Gotha-Altenburg, nobile tedesco († 1799)
- 1724 - Gian Domenico Cignaroli, pittore italiano († 1793)
- 1724 - Magtymguly Pyragy, poeta turkmeno († 1807)
- 1726 - Archibald Montgomerie, XI conte di Eglinton, nobile, militare e politico scozzese († 1796)
- 1737 - Francesco Arcangeli, assassino italiano († 1768)
- 1737 - Simon Jean François Ravenet, incisore francese († 1821)
- 1742 - Joan Cornelis van der Hoop, politico olandese († 1825)
- 1742 - John Francis Rigaud, pittore britannico († 1810)
- 1742 - Félix de Azara, geografo, naturalista e ingegnere spagnolo († 1821)
- 1744 - Pëtr Petrovič Dolgorukov, generale e nobile russo († 1815)
- 1758 - Francesco Ignazio Mannu, magistrato italiano († 1839)
- 1760 - Elizabeth Murray, nobile inglese († 1825)
- 1762 - Felice Baciocchi, politico e generale italiano († 1841)
- 1763 - Claes Horn, militare e poeta svedese († 1823)
- 1764 - Pietro Fancelli, pittore e scenografo italiano († 1850)
- 1767 - Charles Barbier de la Serre, militare francese († 1841)
- 1769 - Giosafatte Biagioli, grammatico e lessicografo italiano († 1830)
- 1772 - Carl von Brühl, regista teatrale tedesco († 1837)
- 1774 - Gaetano Rossi, librettista italiano († 1855)
- 1777 - John George Children, chimico, mineralogista e naturalista britannico († 1852)
- 1778 - Charles Stewart, III marchese di Londonderry, politico e ufficiale irlandese († 1854)
- 1782 - Adolf von Lützow, ufficiale prussiano († 1834)
- 1783 - Johann Jakob Hottinger, storico svizzero († 1860)
- 1785 - John Wilson, avvocato, critico letterario e scrittore scozzese († 1854)
- 1787 - Konstantin Nikolaevič Batjuškov, poeta russo († 1855)
- 1788 - Hugh Clapperton, esploratore scozzese († 1827)
- 1791 - Johann Friedrich August Breithaupt, mineralogista tedesco († 1873)
- 1792 - Thomas Herbert Maddock, funzionario e politico britannico († 1870)
- 1792 - Margaret Ann Neve, supercentenaria britannica († 1903)
- 1795 - Giuseppe Sogni, pittore italiano († 1874)
- 1795 - Alfred-Armand-Louis-Marie Velpeau, anatomista e chirurgo francese († 1867)
- 1797 - Federico Augusto II di Sassonia, re († 1854)

## XIX secolo(158)
- 1803 - Gertrude Falkenstein, contessa († 1882)
- 1804 - Jules Dupuit, ingegnere e economista francese († 1866)
- 1808 - Marc Caussidière, rivoluzionario francese († 1861)
- 1808 - Venancio Flores, politico e militare uruguaiano († 1868)
- 1809 - Cristoforo Mazara, nobile e politico italiano († 1879)
- 1810 - Francesco Maria Piave, librettista, traduttore e critico d'arte italiano († 1876)
- 1812 - Francesco Coll Guitart, presbitero spagnolo († 1875)
- 1812 - Adolph Eduard Grube, aracnologo e zoologo tedesco († 1880)
- 1813 - Franz Ludwig Fick, anatomista e patologo tedesco († 1858)
- 1814 - Carl Bergmann, fisiologo, anatomista e biologo tedesco († 1865)
- 1814 - Anatole Chabouillet, numismatico francese († 1899)
- 1814 - Jean Louis Metman, generale francese († 1889)
- 1815 - James B. Francis, ingegnere inglese († 1892)
- 1818 - Luigi Bellardi, zoologo, paleontologo e entomologo italiano († 1889)
- 1821 - Isabella Fernanda di Borbone-Spagna, principessa spagnola († 1897)
- 1822 - Mathew B. Brady, fotografo statunitense († 1896)
- 1824 - Wilhelm Hofmeister, botanico e biologo tedesco († 1877)
- 1825 - Daniel Wesson, inventore e imprenditore statunitense († 1906)
- 1828 - Gherardo Nerucci, avvocato e storico italiano († 1906)
- 1829 - Gustav von Blome, diplomatico, politico e nobile austriaco († 1906)
- 1829 - Paolo Di Campello, avvocato e politico italiano († 1917)
- 1830 - Karl Goldmark, compositore ungherese († 1915)
- 1831 - Kawanabe Kyōsai, pittore e incisore giapponese († 1889)
- 1833 - Giacomo Sani, militare e politico italiano († 1912)
- 1835 - Gian Francesco Gamurrini, storico, archeologo e numismatico italiano († 1923)
- 1836 - Wilhelm Steinitz, scacchista austriaco († 1900)
- 1837 - Nikolaj Vasil'evič Uspenskij, scrittore russo († 1889)
- 1840 - Andrew Kerins, religioso irlandese († 1915)
- 1841 - Napoleone Nani, pittore italiano († 1899)
- 1842 - Domenico Battaglia, pittore italiano
- 1843 - Giacinto Cibrario, avvocato e politico italiano († 1917)
- 1845 - Wilhelm Gericke, direttore d'orchestra austriaco († 1925)
- 1848 - Ernest Bambridge, calciatore inglese († 1917)
- 1848 - Hermann Diels, filologo classico, storico della filosofia e storico delle religioni tedesco († 1922)
- 1849 - Charles B. Atwood, architetto e disegnatore statunitense († 1896)
- 1850 - Oliver Heaviside, matematico, fisico e ingegnere britannico († 1925)
- 1851 - James Budd, politico statunitense († 1908)
- 1852 - Julius Adam II, pittore tedesco († 1913)
- 1852 - Gertrude Käsebier, fotografa statunitense († 1934)
- 1852 - Isacco Leyb Peretz, scrittore polacco († 1915)
- 1854 - Hans von Mangoldt, matematico tedesco († 1925)
- 1855 - Francis Bellamy, scrittore statunitense († 1931)
- 1855 - Émilie Lerou, scrittrice e attrice teatrale francese († 1935)
- 1855 - Romeo Pazzini, scultore, pittore e ceramista italiano († 1942)
- 1856 - Guglielmo Pecori Giraldi, nobile, generale e politico italiano († 1941)
- 1858 - Augusto Fabbri, generale italiano († 1940)
- 1859 - Giberto Borromeo Arese, nobile, dirigente d'azienda e politico italiano († 1941)
- 1859 - Casper ten Boom, orologiaio olandese († 1944)
- 1861 - William Pulteney, generale britannico († 1941)
- 1862 - Josephus Daniels, politico e editore statunitense († 1948)
- 1863 - Dan Crimmins, attore britannico († 1945)
- 1863 - Matt McQueen, calciatore e allenatore di calcio scozzese († 1944)
- 1866 - Cesare Micheli, medico e politico italiano († 1943)
- 1867 - Vilis Olavs, politico lettone († 1917)
- 1868 - Eugenio Filippo Albani, mecenate e politico italiano († 1935)
- 1868 - Giuseppe Boriani, generale e politico italiano († 1943)
- 1868 - Nicola II di Russia, sovrano russo († 1918)
- 1869 - Rupprecht di Baviera, nobile tedesco († 1955)
- 1871 - Romolo Buni, pistard e dirigente sportivo italiano († 1939)
- 1871 - Emilio Chiovenda, botanico italiano († 1941)
- 1871 - Denis Horgan, pesista britannico († 1922)
- 1871 - Franziska zu Reventlow, scrittrice, pittrice e traduttrice tedesca († 1918)
- 1872 - Pasquale Jannaccone, economista italiano († 1959)
- 1872 - Bertrand Russell, nobile, filosofo e logico britannico († 1970)
- 1873 - Gordon Howard, V conte di Effingham, nobile britannico († 1946)
- 1873 - Frederick Merriman, tiratore di fune britannico († 1940)
- 1874 - Madeleine Pelletier, psichiatra e anarchica francese († 1939)
- 1875 - Juliette Dantin, violinista e cantante francese († 1930)
- 1875 - Guido Alberto Fano, compositore, direttore d'orchestra e pianista italiano († 1961)
- 1875 - Robert Elmer Horton, idrologo statunitense († 1945)
- 1875 - Hans Lem, ginnasta norvegese († 1962)
- 1875 - Herbert Lyon, calciatore inglese († 1961)
- 1875 - Domenico Milani, magistrato e politico italiano († 1955)
- 1875 - Ted Ranken, tiratore a segno britannico († 1950)
- 1875 - Abigaille Zanetta, educatrice italiana († 1945)
- 1876 - Agostino Felice Addeo, vescovo cattolico italiano († 1957)
- 1876 - Gigi Damiani, anarchico e giornalista italiano († 1953)
- 1876 - Hermann Müller, politico tedesco († 1931)
- 1876 - Leopold von Ledebur, attore tedesco († 1955)
- 1877 - Elena Guro, scrittrice e pittrice russa († 1913)
- 1878 - John Perkins, politico e giornalista australiano († 1954)
- 1878 - Johannes Terwogt, canottiere olandese († 1977)
- 1879 - Joseph Corrigan, vescovo cattolico statunitense († 1942)
- 1879 - Howard Davies, attore inglese († 1947)
- 1879 - Guido Miglioli, politico e sindacalista italiano († 1954)
- 1880 - Theodor Laurezzari, canottiere tedesco
- 1881 - Léon Dupont, altista e lunghista belga († 1956)
- 1881 - Erwin Madelung, fisico e cristallografo tedesco († 1972)
- 1881 - Alessandro Valerio, cavaliere e militare italiano († 1955)
- 1881 - Giulio Cesare Vinzio, pittore italiano († 1940)
- 1882 - Giovanni Esposito, generale italiano († 1958)
- 1883 - Eurico Gaspar Dutra, generale e politico brasiliano († 1974)
- 1883 - Walter Gropius, architetto, designer e urbanista tedesco († 1969)
- 1883 - Ernst Jordan, calciatore tedesco († 1948)
- 1883 - Hasui Kawase, pittore e disegnatore giapponese († 1957)
- 1883 - Theodor Loos, attore tedesco († 1954)
- 1883 - Roger Pennès, generale e aviatore francese († 1975)
- 1883 - Giovanni Roberti di Castelvero, generale e aviatore italiano († 1958)
- 1884 - Silvano Baresi, architetto italiano († 1958)
- 1884 - Felix Hüttl, calciatore austriaco († 1961)
- 1885 - Mercedes Brignone, attrice italiana († 1967)
- 1885 - Pasquale Improta, politico, imprenditore e avvocato italiano († 1957)
- 1885 - Kurt Löwenstein, politico e pedagogista tedesco († 1939)
- 1885 - Rina e Ida Nigrisoli, educatrice e pedagogista italiana († 1965)
- 1886 - Massimo Avanzini, antifascista italiano († 1952)
- 1886 - Ture Nerman, politico svedese († 1969)
- 1886 - Walter Real, ginnasta e multiplista statunitense († 1955)
- 1886 - Ole Windingstad, direttore d'orchestra, pianista e compositore norvegese († 1959)
- 1887 - Salvator Gotta, scrittore italiano († 1980)
- 1887 - Louis René Edmond Le Pivain, ammiraglio francese († 1962)
- 1887 - Philip Lonergan, sceneggiatore statunitense († 1940)
- 1887 - Jeanie Macpherson, sceneggiatrice, attrice e regista statunitense († 1946)
- 1887 - Paolo Piacco, calciatore italiano († 1960)
- 1887 - Santi Savarino, giornalista, commediografo e politico italiano († 1966)
- 1887 - Ulisse Scarpetta, militare italiano († 1917)
- 1887 - Ernst Wiechert, scrittore tedesco († 1950)
- 1888 - Bedřich Havlena, militare e patriota cecoslovacco († 1918)
- 1888 - Maria Ruspoli, nobildonna italiana († 1976)
- 1888 - William Hood Simpson, generale statunitense († 1980)
- 1888 - Elena Aleksandrovna Smirnova, ballerina russa († 1934)
- 1888 - Walther von Wartburg, linguista, filologo e lessicografo svizzero († 1971)
- 1889 - Gunnar Gunnarsson, scrittore islandese († 1975)
- 1889 - Frank Lentini, showman e circense italiano († 1966)
- 1889 - Jacob Levi Moreno, psichiatra rumeno († 1974)
- 1889 - Thomas Midgley, ingegnere, chimico e inventore statunitense († 1944)
- 1889 - Ressel Orla, attrice austriaca († 1931)
- 1890 - Mario Biglioli, scultore italiano († 1983)
- 1890 - Mary Charleson, attrice irlandese († 1961)
- 1890 - Ward Crane, attore statunitense († 1928)
- 1890 - Erik Pettersson, sollevatore svedese († 1975)
- 1891 - Ferdinando Bernini, politico italiano († 1954)
- 1891 - Rudolf Carnap, filosofo, logico e esperantista tedesco († 1970)
- 1892 - Milutin Bojić, poeta, drammaturgo e critico letterario serbo († 1917)
- 1892 - John Bernard Croak, militare canadese († 1918)
- 1892 - Ezio Pinza, basso italiano († 1957)
- 1892 - Fritz Semb-Thorstvedt, calciatore norvegese († 1975)
- 1893 - Pierre Albarran, tennista francese († 1960)
- 1893 - Olga Capri, attrice italiana († 1961)
- 1894 - Giorgio Ascarelli, imprenditore e dirigente sportivo italiano († 1930)
- 1894 - Charles Oliver Bell, calciatore e allenatore di calcio inglese († 1939)
- 1894 - Bobby Benson, hockeista su ghiaccio canadese († 1965)
- 1894 - Marcel Hussaud, pallanuotista francese († 1960)
- 1895 - Augusto César Sandino, rivoluzionario nicaraguense († 1934)
- 1896 - Eric Backman, mezzofondista svedese († 1965)
- 1896 - Brock Chisholm, militare e medico canadese († 1971)
- 1896 - Hans Fischerkoesen, regista, animatore e produttore cinematografico tedesco († 1973)
- 1896 - Martin Munkácsi, fotografo ungherese († 1963)
- 1897 - Hubert Broad, aviatore e militare britannico († 1975)
- 1897 - Frank Capra, regista, sceneggiatore e produttore cinematografico italiano († 1991)
- 1897 - Edgar Colle, scacchista belga († 1932)
- 1897 - Corrado De Cenzo, attore italiano († 1942)
- 1897 - Rodrigo Gómez, banchiere, economista e politico messicano († 1970)
- 1897 - Henri Larnoe, calciatore belga († 1978)
- 1897 - Enrico Laviosa, calciatore e militare italiano († 1917)
- 1899 - Thomas Barth, mineralogista norvegese († 1971)
- 1900 - Kenneth Keating, politico, avvocato e giudice statunitense († 1975)
- 1900 - Pericle Maone, insegnante, scrittore e storico italiano († 1991)
- 1900 - Vjekoslav Župančić, calciatore jugoslavo († 1971)

## XX secolo(868)
- 1901 - Vincent du Vigneaud, biochimico statunitense († 1978)
- 1901 - Henri Sauguet, compositore francese († 1989)
- 1902 - Arthur Pilbrow, schermidore britannico († 1987)
- 1902 - Meredith Willson, compositore, librettista e direttore d'orchestra statunitense († 1984)
- 1903 - Gino Lamon, calciatore italiano († 1975)
- 1903 - Luigi Petrillo, militare e pentatleta italiano († 1969)
- 1903 - George E. Stone, attore polacco († 1967)
- 1904 - Samson Fainsilber, attore e cantante francese († 1983)
- 1904 - Art Landy, animatore statunitense († 1977)
- 1904 - François Marty, cardinale e arcivescovo cattolico francese († 1994)
- 1904 - Herbert Spiegelberg, filosofo statunitense († 1990)
- 1905 - Francesco Carpino, cardinale e arcivescovo cattolico italiano († 1993)
- 1905 - Sam Greller, pallanuotista statunitense († 1972)
- 1906 - Venancio Bartibás, calciatore uruguaiano († 1977)
- 1906 - João Jurado, calciatore portoghese († 1974)
- 1907 - Vicente Arnoni, calciatore brasiliano
- 1907 - Giuseppe Pasino, calciatore italiano
- 1907 - Lincoln Stedman, attore statunitense († 1948)
- 1908 - Raffaello Consortini, scultore italiano († 2000)
- 1908 - Lya Lys, attrice tedesca († 1986)
- 1908 - Massimo V Hakim, patriarca cattolico egiziano († 2001)
- 1908 - Manlio Resta, economista italiano († 1983)
- 1908 - Carlo Ruggiero, politico italiano († 1976)
- 1908 - Mameli Viani, calciatore e allenatore di calcio italiano
- 1909 - Vladimir Alekseevič Alatorcev, scacchista sovietico († 1987)
- 1909 - Harold Devine, pugile statunitense († 1998)
- 1909 - Otto Gold, pattinatore artistico su ghiaccio cecoslovacco († 1977)
- 1909 - Enrico Guicciardi, giurista e avvocato italiano († 1970)
- 1909 - Fred Perry, tennista, tennistavolista e imprenditore britannico († 1995)
- 1909 - Morten Pettersen, calciatore norvegese († 1982)
- 1910 - Ester Boserup, economista danese († 1999)
- 1910 - Salvo Libassi, attore italiano († 1984)
- 1910 - Nic Scheitler, sollevatore lussemburghese († 1999)
- 1911 - Deo Baldi, calciatore italiano († 1995)
- 1911 - Emanuele Clarizio, arcivescovo cattolico italiano († 2001)
- 1911 - Sigrid Gurie, attrice statunitense († 1969)
- 1911 - Dioscoro Siarot Rabor, zoologo filippino († 1996)
- 1911 - Big Joe Turner, cantante statunitense († 1985)
- 1912 - Jorge Alberti, calciatore argentino († 1985)
- 1912 - Richard Brooks, regista, sceneggiatore e scrittore statunitense († 1992)
- 1912 - Perry Como, cantante, showman e attore statunitense († 2001)
- 1912 - John Crosby, scrittore e giornalista statunitense († 1991)
- 1912 - Eliodoro Farronato, presbitero e missionario italiano († 1955)
- 1912 - Ermanno Gabetta, partigiano e militare italiano († 1945)
- 1912 - Hermann Langbein, antifascista e storico austriaco († 1995)
- 1912 - Letizia Nicoletti, partigiana, docente e attivista italiana († 2014)
- 1912 - Ermanno Montanari, calciatore italiano († 1983)
- 1912 - Georg von Opel, imprenditore e canottiere tedesco († 1971)
- 1912 - Walter Sisulu, politico sudafricano († 2003)
- 1913 - Renzo Bettini, calciatore e allenatore di calcio italiano († 1954)
- 1913 - Nicolás Gómez Dávila, scrittore, filosofo e aforista colombiano († 1994)
- 1913 - Joachim Hamann, militare tedesco († 1945)
- 1913 - Mary Howard, attrice statunitense († 2009)
- 1913 - Charles Trenet, cantautore e paroliere francese († 2001)
- 1914 - Pierre Balmain, stilista francese († 1982)
- 1914 - Marcel Bernard, tennista francese († 1994)
- 1914 - Clemente Eghinlian, militare armeno († 1942)
- 1914 - Toulo de Graffenried, pilota automobilistico svizzero († 2007)
- 1914 - Boris Hristov, basso bulgaro († 1993)
- 1914 - Robert J. Wilke, attore e stuntman statunitense († 1989)
- 1915 - John Fox, militare statunitense († 1944)
- 1915 - Isobel Lennart, sceneggiatrice statunitense († 1971)
- 1915 - Ottorino Quaglierini, canottiere italiano († 1992)
- 1915 - Cecelia Wolstenholme, nuotatrice britannica († 1968)
- 1916 - Chet Aubuchon, cestista e allenatore di pallacanestro statunitense († 2005)
- 1916 - Giovanni Pes, vescovo cattolico italiano († 2000)
- 1917 - James Donald, attore britannico († 1993)
- 1917 - Bill Everett, fumettista statunitense († 1973)
- 1917 - Geoffrey Charles Tasker Keyes, militare britannico († 1941)
- 1917 - Arturo Schena, banchiere e politico italiano († 1990)
- 1918 - Robert Hayward Barlow, scrittore, poeta e storico statunitense († 1951)
- 1918 - Vittorio Coccia, calciatore e allenatore di calcio italiano († 1982)
- 1918 - Massimo Girotti, attore italiano († 2003)
- 1918 - Irma Kolassi, mezzosoprano greca († 2012)
- 1918 - Manuel Pertegaz, stilista spagnolo († 2014)
- 1918 - Franjo Wölfl, allenatore di calcio e calciatore jugoslavo († 1987)
- 1919 - Margot Fonteyn, ballerina britannica († 1991)
- 1919 - Elsa Irigoyen, schermitrice argentina († 2001)
- 1919 - Ralph Kaplowitz, cestista statunitense († 2009)
- 1919 - Jimmy Whitfield, calciatore inglese († 1984)
- 1920 - Vittorio Cecati, politico italiano († 1981)
- 1920 - Papa Giovanni Paolo II, papa, arcivescovo cattolico e santo polacco († 2005)
- 1920 - Lucia Mannucci, cantante italiana († 2012)
- 1920 - Agostino Miliani, cestista italiano († 2005)
- 1920 - Pietro Musumeci, agente segreto italiano
- 1920 - René Pontoni, calciatore argentino († 1983)
- 1920 - Hans Sommer, ciclista su strada svizzero († 2004)
- 1920 - Antonio Vukasina, militare italiano († 1942)
- 1921 - Marco Baccalini, politico italiano († 2005)
- 1921 - Patrick Dennis, scrittore statunitense († 1976)
- 1921 - Mario Pochetti, politico e sindacalista italiano († 1990)
- 1921 - Fred Rehm, cestista statunitense († 2012)
- 1921 - Giuseppe Sinesio, politico italiano († 2002)
- 1922 - Mario Casalinuovo, politico italiano († 2018)
- 1922 - Salvatore Lauricella, politico italiano († 1996)
- 1922 - Bill Macy, attore statunitense († 2019)
- 1922 - Pantaleo Magurano, calciatore italiano
- 1922 - Jacques Martin, filosofo e traduttore francese († 1964)
- 1922 - Evelyn Ntoko Mase, infermiera sudafricana († 2004)
- 1922 - Kai Winding, trombonista e compositore statunitense († 1983)
- 1923 - Giovanni Casale, calciatore italiano († 2006)
- 1923 - Bill Grundy, conduttore televisivo e giornalista britannico († 1993)
- 1923 - Gaetano Illuminati, politico e partigiano italiano († 1996)
- 1923 - Traudl Wallbrecher, teologa tedesca († 2016)
- 1924 - Fabrizio Bartolini, calciatore italiano († 1991)
- 1924 - Gino Donè Paro, partigiano e rivoluzionario italiano († 2008)
- 1924 - Samson François, pianista e compositore francese († 1970)
- 1924 - Charlie Justice, giocatore di football americano statunitense († 2003)
- 1924 - Victor Lemberechts, calciatore belga († 1992)
- 1924 - Priscilla Pointer, attrice statunitense († 2025)
- 1924 - Mario Ramous, poeta, traduttore e saggista italiano († 1999)
- 1924 - Wolfgang Rindler, fisico austriaco († 2019)
- 1924 - Alfredo Sisi, dirigente sportivo e giocatore di baseball italiano († 2013)
- 1925 - Pietro Allori, presbitero e compositore italiano († 1985)
- 1925 - Francescantonio Bardi, politico italiano († 2000)
- 1925 - Justus Dahinden, architetto svizzero († 2020)
- 1925 - Diego Fanin, calciatore italiano († 2009)
- 1925 - Dino Gozzi, calciatore italiano
- 1925 - Noble Jorgensen, cestista statunitense († 1982)
- 1925 - Juan de Dios Vial Correa, medico cileno († 2020)
- 1926 - Bob Benny, cantante e attore televisivo belga († 2011)
- 1926 - Julio César Britos, calciatore uruguaiano († 1998)
- 1926 - Joe Brown, pugile statunitense († 1997)
- 1926 - Primo Buzzetti, politico italiano († 2009)
- 1926 - Georges Gandil, canoista francese († 1999)
- 1926 - Sergio Garavini, sindacalista e politico italiano († 2001)
- 1927 - Charles Humez, pugile francese († 1979)
- 1927 - François Nourissier, scrittore francese († 2011)
- 1927 - Simon Zimny, calciatore francese († 2007)
- 1928 - Fulvio Fo, scrittore, produttore cinematografico e sceneggiatore italiano († 2010)
- 1928 - Jerry Nagel, cestista statunitense († 1999)
- 1928 - Gian Battista Odone, calciatore italiano († 2020)
- 1928 - Pernell Roberts, attore e cantante statunitense († 2010)
- 1928 - Michelle Perrot, storica francese
- 1928 - Jo Schlesser, pilota automobilistico francese († 1968)
- 1929 - Johan Nicolaas Block, pioniere dell'aviazione e imprenditore olandese († 1994)
- 1929 - Hans Ueli Hohl, politico e dirigente d'azienda svizzero († 2020)
- 1929 - Herbert Schoen, calciatore tedesco orientale († 2014)
- 1929 - Halyna Sevruk, artista e attivista ucraina († 2022)
- 1929 - Rudolf Styskalik, pallanuotista austriaco († 2005)
- 1929 - Arcadio Venturi, ex calciatore e allenatore di calcio italiano
- 1930 - Paolo Bedeschi, chirurgo italiano
- 1930 - Dennis Evans, calciatore inglese († 2000)
- 1930 - Don Lind, astronauta statunitense († 2022)
- 1930 - Fred Saberhagen, autore di fantascienza statunitense († 2007)
- 1930 - Serafino Sprovieri, arcivescovo cattolico italiano († 2018)
- 1930 - Mike Zwerin, trombonista, trombettista e scrittore statunitense († 2010)
- 1931 - Nelson Chelle, cestista uruguaiano († 2001)
- 1931 - David Clapham, pilota automobilistico e giornalista sudafricano († 2005)
- 1931 - Corrado Ferlaino, imprenditore, ingegnere e dirigente sportivo italiano
- 1931 - Memo Geremia, rugbista a 15, allenatore di rugby a 15 e dirigente sportivo italiano († 1995)
- 1931 - Barbara Goldsmith, scrittrice, saggista e filantropa statunitense († 2016)
- 1931 - Bruce Halford, pilota di Formula 1 britannico († 2001)
- 1931 - Jacques Le Brun, storico francese († 2020)
- 1931 - Arne Legernes, calciatore norvegese († 2022)
- 1931 - Robert Morse, attore e cantante statunitense († 2022)
- 1931 - Bice Mortara Garavelli, grammatica e linguista italiana († 2023)
- 1931 - Meir Nitzan, politico israeliano († 2025)
- 1931 - Augusto Ranocchi, artista italiano († 2011)
- 1931 - Kalevi Sylander, cestista finlandese († 2014)
- 1932 - Arduino Agnelli, politico italiano († 2004)
- 1932 - Italo Briccola, politico italiano († 2023)
- 1932 - František Srna, motociclista slovacco († 1973)
- 1932 - Dean Tavoularis, scenografo statunitense
- 1933 - Viktor Bušuev, sollevatore sovietico († 2003)
- 1933 - Bernadette Chirac, politica francese
- 1933 - Haradanahalli Doddegowda Deve Gowda, politico indiano
- 1933 - Silvano Magheri, calciatore italiano († 2014)
- 1933 - Ronald I. Meshbesher, avvocato e giurista statunitense († 2018)
- 1933 - Jack Stephens, cestista statunitense († 2011)
- 1934 - Don Bachardy, pittore statunitense
- 1934 - Antonio De Gaetano, marciatore italiano († 2007)
- 1934 - Dwayne Hickman, attore e regista televisivo statunitense († 2022)
- 1934 - Walter Nachtwey, calciatore tedesco († 2013)
- 1934 - Franco Rossi, nuotatore, schermidore e tennistavolista italiano († 2001)
- 1935 - Denise O'Connor, ex schermitrice statunitense
- 1936 - Moses Olaiya Adejumo, attore teatrale nigeriano († 2018)
- 1936 - Rita Cadillac, danzatrice e attrice francese († 1995)
- 1936 - Ralph Metzner, psicologo e scrittore statunitense († 2019)
- 1936 - Moacyr Claudino Pinto, ex calciatore brasiliano
- 1936 - Angelo Ottani, allenatore di calcio e ex calciatore italiano
- 1936 - Ante Peterlić, sceneggiatore e regista jugoslavo († 2007)
- 1936 - Joe Roberts, cestista e allenatore di pallacanestro statunitense († 2022)
- 1936 - Gina Rovere, attrice italiana
- 1937 - Anna Bartolini, giornalista italiana († 2023)
- 1937 - Tamara Evplova, schermitrice sovietica († 2018)
- 1937 - Rino Icardi, giornalista e paroliere italiano († 2023)
- 1937 - Jolanda Insana, poetessa e grecista italiana († 2016)
- 1937 - Christiane Jaccottet, pianista e clavicembalista svizzera († 1999)
- 1937 - Fran Jeffries, attrice e cantante statunitense († 2016)
- 1937 - Jackie Pigeaud, latinista francese († 2016)
- 1937 - Brooks Robinson, giocatore di baseball statunitense († 2023)
- 1937 - Veeravalli S. Varadarajan, matematico indiano († 2019)
- 1937 - Jacques Santer, politico lussemburghese
- 1937 - Silvan, illusionista italiano
- 1937 - Giulio Attilio Schettini, giornalista italiano († 1968)
- 1937 - Åge Sørensen, calciatore norvegese († 2022)
- 1938 - Jean-Claude Lavaud, calciatore e allenatore di calcio francese († 2011)
- 1938 - Michael Rockefeller, esploratore, antropologo e collezionista d'arte statunitense († 1961)
- 1938 - Nicholas Turro, chimico statunitense († 2012)
- 1939 - Ivano Barberini, dirigente d'azienda e dirigente pubblico italiano († 2009)
- 1939 - Hark Bohm, regista, attore e sceneggiatore tedesco
- 1939 - Patrick Cormack, politico, storico e giornalista britannico († 2024)
- 1939 - Giovanni Falcone, magistrato italiano († 1992)
- 1939 - Dave Gillanders, ex nuotatore statunitense
- 1939 - Peter Grünberg, fisico tedesco († 2018)
- 1939 - Luciano Paccagnella, ex multiplista italiano
- 1939 - Paolo Zamboni, ostacolista italiano († 1969)
- 1940 - Colin Addison, ex calciatore e allenatore di calcio inglese
- 1940 - Maria Grazia Daniele Galdi, politica italiana
- 1940 - Margherita Guzzinati, attrice italiana († 1997)
- 1940 - Alain Le Yaouanc, pittore, disegnatore e scultore francese
- 1941 - Jacques Barlie, ex calciatore e allenatore di calcio svizzero
- 1941 - Edoardo Boncinelli, genetista e fisico italiano († 2025)
- 1941 - Giuseppe Cambiano, storico della filosofia italiano
- 1941 - Werner Delle Karth, ex bobbista austriaco
- 1941 - Lella Golfo, giornalista e politica italiana
- 1941 - Bjørn Hasløv, ex canottiere danese
- 1941 - Alfredo Langguth, zoologo uruguaiano
- 1941 - Miriam Margolyes, attrice britannica
- 1941 - Maurizio Prato, dirigente d'azienda e dirigente pubblico italiano
- 1941 - Mary Willard, ex tuffatrice statunitense
- 1942 - Massimo Antonelli, regista e sceneggiatore italiano
- 1942 - Bobby Ross, allenatore di calcio e ex calciatore scozzese
- 1942 - Nobby Stiles, calciatore e allenatore di calcio britannico († 2020)
- 1943 - Jacques-Pierre Amette, scrittore e critico letterario francese
- 1943 - Helen Hardin, pittrice statunitense († 1984)
- 1943 - José Henrique, ex calciatore portoghese
- 1943 - Barbara Kühn, ex cestista tedesca
- 1943 - Luis María Otiñano, calciatore spagnolo († 1997)
- 1943 - Riccardo Pedrizzi, politico italiano
- 1943 - Jimmy Snuka, wrestler figiano († 2017)
- 1943 - Gennadij Sosonko, scacchista olandese
- 1943 - Giorgio Squinzi, imprenditore, chimico e dirigente sportivo italiano († 2019)
- 1944 - James Arthur, matematico canadese
- 1944 - Albert Hammond, cantautore britannico
- 1944 - Winfried Sebald, scrittore tedesco († 2001)
- 1944 - Ernie Winchester, calciatore scozzese († 2013)
- 1945 - Giuseppe Ayala, ex magistrato e ex politico italiano
- 1945 - Candice Azzara, attrice statunitense
- 1945 - Lorenza Biella, doppiatrice e direttrice del doppiaggio italiana
- 1945 - Adrianna Bilik, cestista austriaca († 2023)
- 1945 - Marco Fatuzzo, politico italiano
- 1945 - Giovanni Filoramo, storico delle religioni italiano
- 1945 - Stelio Fiorenza, regista teatrale, regista cinematografico e sceneggiatore italiano († 2006)
- 1945 - Alberto Robol, politico italiano († 2024)
- 1946 - Donatella Baglivo, regista, montatrice e sceneggiatrice italiana
- 1946 - Gian Piero Galeazzi, telecronista sportivo, conduttore televisivo e giornalista italiano († 2021)
- 1946 - Antonio Gatti, politico italiano
- 1946 - Carol M. Highsmith, fotografa statunitense
- 1946 - Frank Hsieh, politico taiwanese
- 1946 - Reggie Jackson, ex giocatore di baseball statunitense
- 1946 - Andreas Katsulas, attore statunitense († 2006)
- 1946 - Marianín, ex calciatore spagnolo
- 1946 - Günther Messner, alpinista e esploratore italiano († 1970)
- 1946 - Ray Richards, allenatore di calcio e ex calciatore australiano
- 1947 - Dante Oscar Benini, architetto e designer italiano
- 1947 - John Bruton, politico e diplomatico irlandese († 2024)
- 1947 - Hugh Keays-Byrne, attore britannico († 2020)
- 1947 - Bryan King, allenatore di calcio e ex calciatore inglese
- 1947 - Gail Strickland, attrice statunitense
- 1947 - Akira Terao, attore e musicista giapponese
- 1948 - Diane English, sceneggiatrice, regista e produttrice televisiva statunitense
- 1948 - Raffaele Fallica, attore, doppiatore e direttore del doppiaggio italiano
- 1948 - Alberto Garutti, artista italiano († 2023)
- 1948 - Olivia Harrison, scrittrice, produttrice cinematografica e filantropa messicana
- 1948 - Charlie Mitchell, allenatore di calcio e ex calciatore scozzese
- 1948 - Sara Modigliani, cantante italiana
- 1948 - Gregory Phillips, attore e cantante britannico
- 1948 - Tom Udall, politico, avvocato e diplomatico statunitense
- 1948 - Vincenzo Verdecchi, regista, sceneggiatore e montatore italiano († 2015)
- 1948 - Tom Scott, sassofonista, compositore e arrangiatore statunitense
- 1949 - Giulia Adamo, politica italiana
- 1949 - Georges Leekens, ex calciatore e allenatore di calcio belga
- 1949 - Moondog King, wrestler canadese († 2005)
- 1949 - Marco Perella, attore statunitense
- 1949 - David Pulkkinen, ex hockeista su ghiaccio canadese
- 1949 - Pat Rabbitte, politico irlandese
- 1949 - José Maria Rodrigues Alves, ex calciatore brasiliano
- 1949 - Massimo Rugge, patologo e oncologo italiano
- 1949 - Antun Stipančić, tennistavolista croato († 1991)
- 1949 - Rick Wakeman, tastierista e compositore britannico
- 1949 - Bill Wallace, bassista e insegnante canadese
- 1949 - Terry Zwigoff, regista, sceneggiatore e produttore cinematografico statunitense
- 1950 - Juan Baena, calciatore spagnolo († 2012)
- 1950 - Thomas Gottschalk, conduttore televisivo e attore tedesco
- 1950 - Rod Milburn, ostacolista statunitense († 1997)
- 1950 - Mark Mothersbaugh, cantante, musicista e compositore statunitense
- 1950 - Boris Shlapak, ex giocatore di football americano e ex calciatore statunitense
- 1950 - Chris Wickham, storico inglese
- 1950 - Nick Wyman, attore statunitense
- 1951 - Mike Baird, batterista statunitense
- 1951 - Denny Dillon, attrice e comica statunitense
- 1951 - Ben Feringa, chimico olandese
- 1951 - Toni Garrani, attore, conduttore radiofonico e conduttore televisivo italiano
- 1951 - Tery Hare, attrice italiana
- 1951 - Valerian Ioan, allenatore di pallacanestro rumeno († 2019)
- 1951 - Dennis Morrison, ex giocatore di football americano statunitense
- 1951 - James Stephens, attore statunitense
- 1951 - Angela Voigt, lunghista tedesca († 2013)
- 1952 - Andrew Gross, scrittore statunitense († 2025)
- 1952 - David Leakey, generale britannico
- 1952 - Bill Magarity, ex cestista e allenatore di pallacanestro statunitense
- 1952 - Eiko Matsuda, attrice giapponese († 2011)
- 1952 - Anna Melato, attrice, cantautrice e doppiatrice italiana
- 1952 - Ryūzaburō Ōtomo, attore e doppiatore giapponese
- 1952 - Jean-Marie Schaeffer, critico d'arte e filosofo francese
- 1952 - George Strait, cantante, cantautore e attore statunitense
- 1952 - Jeana Yeager, aviatrice statunitense
- 1953 - Helen Chadwick, artista britannica († 1996)
- 1953 - David Deutsch, fisico britannico
- 1953 - Manuela Leombruni, regista italiana
- 1953 - Marco Onorato, direttore della fotografia italiano († 2012)
- 1954 - Ekkehardt Belle, attore, doppiatore e direttore del doppiaggio tedesco († 2022)
- 1954 - Jimmy Case, ex calciatore e allenatore di calcio inglese
- 1954 - Marcelo Alejandro Cuenca Revuelta, vescovo cattolico argentino
- 1954 - Patrick St. Esprit, attore statunitense
- 1954 - Michele Galvagno, politico italiano
- 1954 - Eric Gerets, ex calciatore e allenatore di calcio belga
- 1954 - Han Gyong-si, ex sollevatore nordcoreano
- 1954 - Reinhold Heil, compositore e musicista tedesco
- 1954 - Pierre Huỳnh Văn Hai, vescovo cattolico vietnamita
- 1954 - Roberto Tombolato, calciatore italiano († 2009)
- 1954 - Zang Cailing, ex calciatore cinese
- 1955 - Giovanni Botteghi, ex calciatore italiano
- 1955 - Chow Yun-fat, attore e fotografo hongkonghese
- 1955 - Mark Davis, dirigente d'azienda statunitense
- 1955 - Giorgio Di Vita, scrittore e illustratore italiano
- 1955 - Lena T. Hansson, attrice e regista svedese
- 1955 - Albert J. Hoffmann, giurista sudafricano
- 1955 - Denise Majette, politica e magistrato statunitense
- 1955 - Marina Mazzei, archeologa italiana († 2004)
- 1955 - Brad Raffensperger, politico e imprenditore statunitense
- 1956 - Philip Arnold Subira Anyolo, arcivescovo cattolico keniota
- 1956 - Tatjana Blacher, attrice tedesca
- 1956 - Larry Boston, ex cestista statunitense
- 1956 - Fabio Bovolenta, ex giocatore di curling italiano
- 1956 - Catherine Corsini, regista e sceneggiatrice francese
- 1956 - José Eugenio Hernández, allenatore di calcio e ex calciatore colombiano
- 1956 - Jean Mbarga, arcivescovo cattolico camerunese
- 1956 - Tom Schneeberger, ex pallamanista e ex cestista statunitense
- 1956 - Lothar Thoms, pistard tedesco († 2017)
- 1957 - Luca Maria Bianchi, storico della filosofia, saggista e medievista italiano
- 1957 - Michael Cretu, musicista rumeno
- 1957 - Norbert Gasser, ex hockeista su ghiaccio italiano
- 1957 - Thierry Meyssan, giornalista francese
- 1957 - Alberto Minetti, ex ciclista su strada italiano
- 1957 - Piero Niro, compositore, pianista e direttore artistico italiano
- 1957 - Sheila Ritchie, avvocato e politica britannica
- 1957 - Lionel Shriver, scrittrice e giornalista statunitense
- 1957 - Tertius Zongo, politico burkinabé
- 1958 - Graham Bickley, attore teatrale e cantante britannico
- 1958 - Ettore Fioravanti, batterista italiano
- 1958 - Howard Gayle, ex calciatore inglese
- 1958 - Bruno Marini, musicista italiano
- 1958 - Dome La Muerte, chitarrista, cantautore e disc jockey italiano
- 1958 - Ted Sieger, illustratore, regista e scrittore svizzero
- 1958 - Toyah Willcox, attrice e cantante britannica
- 1958 - Sergej Zav'jalov, poeta russo
- 1958 - Riccardo Zinna, attore, regista teatrale e compositore italiano († 2018)
- 1959 - Matteo Apricena, ex arbitro di calcio italiano
- 1959 - Florica Bucur, ex canottiera rumena
- 1959 - Patrick Cham, ex cestista e allenatore di pallacanestro francese
- 1959 - Alberto Faverio, ex pallavolista, docente e personaggio televisivo italiano
- 1959 - Lauren Flanigan, soprano statunitense
- 1959 - Christiane Jean, attrice e doppiatrice francese
- 1959 - Errol Rausse, ex hockeista su ghiaccio canadese
- 1959 - Antônio José da Silva Filho, politico, ex calciatore e allenatore di calcio brasiliano
- 1959 - Mohammed Omar, generale e politico afghano († 2013)
- 1960 - Massimo Albiero, allenatore di calcio e ex calciatore italiano
- 1960 - Luís Henrique Dias, ex calciatore brasiliano
- 1960 - Raffaele Franceschi, ex nuotatore italiano
- 1960 - Dóris Giesse, giornalista, conduttrice televisiva e danzatrice brasiliana
- 1960 - Page Hamilton, cantante e chitarrista statunitense
- 1960 - Jari Kurri, ex hockeista su ghiaccio finlandese
- 1960 - Mimmo Mancini, attore italiano
- 1960 - Nevers Mumba, pastore protestante e politico zambiano
- 1960 - Yannick Noah, allenatore di tennis, ex tennista e cantante francese
- 1960 - Alessandro Rastello, ex maratoneta italiano
- 1960 - Juan Trinidad, ex cestista portoricano
- 1960 - Sean Yates, ex ciclista su strada britannico
- 1961 - Dario Bond, politico italiano
- 1961 - Paolo Colombo, storico italiano
- 1961 - Janez Jeglič, alpinista sloveno († 1997)
- 1961 - Sergio Michele Piffari, politico italiano
- 1961 - Donald Rodney, artista britannico († 1998)
- 1961 - Barbara Rossi, telecronista sportiva, ex tennista e allenatrice di tennis italiana
- 1961 - Félix Vera, ex calciatore boliviano
- 1962 - Bill Bayno, allenatore di pallacanestro statunitense
- 1962 - Derrick Burroughs, ex giocatore di football americano e allenatore di football americano statunitense
- 1962 - Guglielmo Coppola, ex calciatore italiano
- 1962 - Nanne Grönvall, cantante svedese
- 1962 - Barry Horne, ex calciatore gallese
- 1962 - Sandra, cantante tedesca
- 1962 - Nathaniel Parker, attore britannico
- 1962 - Kris Peeters, politico belga
- 1962 - Markus Pilz, atleta paralimpico tedesco († 2014)
- 1962 - Karel Roden, attore ceco
- 1962 - Maurizio Viscidi, allenatore di calcio italiano
- 1963 - Gary Albright, wrestler statunitense († 2000)
- 1963 - Tim Cofield, ex giocatore di football americano statunitense
- 1963 - Lars Espejord, ex calciatore norvegese
- 1963 - Mari Iijima, cantautrice, doppiatrice e attrice giapponese
- 1963 - Pippo Pollina, cantautore italiano
- 1963 - Dávid Bartimej Tencer, vescovo cattolico slovacco
- 1963 - Sam Vincent, ex cestista e allenatore di pallacanestro statunitense
- 1964 - Rick Boh, ex hockeista su ghiaccio canadese
- 1964 - Satoru Mochizuki, ex calciatore giapponese
- 1964 - Ken Narita, doppiatore e attore giapponese
- 1964 - Robert Platek, imprenditore e dirigente sportivo statunitense
- 1964 - Jón Erling Ragnarsson, ex calciatore islandese
- 1964 - Michael Rogers, attore canadese
- 1964 - Balie Swart, ex rugbista a 15, allenatore di rugby a 15 e dirigente sportivo sudafricano
- 1964 - Per Sætersdal, ex canottiere norvegese
- 1964 - Paolo Vallesi, cantautore italiano
- 1964 - Luca Vitone, artista italiano
- 1964 - Will Wolford, ex giocatore di football americano statunitense
- 1965 - Max Alessandrini, fumettista italiano
- 1965 - Alex Bagnoli, produttore discografico, arrangiatore e compositore italiano
- 1965 - Mathias Berthold, allenatore di sci alpino e ex sciatore alpino austriaco
- 1965 - Janet Fowler, ex cestista e allenatrice di pallacanestro canadese
- 1965 - Marty Jemison, ex ciclista su strada statunitense
- 1965 - Pat Morley, ex calciatore irlandese
- 1965 - Rufus Porter, ex giocatore di football americano statunitense
- 1965 - Marco Saligari, dirigente sportivo, ex ciclista su strada e pistard italiano
- 1965 - Dennis Schiller, ex calciatore svedese
- 1965 - Ingo Schwichtenberg, batterista tedesco († 1995)
- 1966 - Enrico Brignano, comico, cabarettista e showman italiano
- 1966 - Jörg Guido Hülsmann, economista tedesco
- 1966 - Elisa Matilla, attrice e conduttrice televisiva spagnola
- 1966 - Renata Nielsen, ex lunghista polacca
- 1966 - Issaka Sawadogo, attore burkinabé
- 1966 - Bent Skammelsrud, ex calciatore norvegese
- 1966 - Vasos Tsaggarīs, ex calciatore cipriota
- 1966 - Teresa Villaverde, regista e sceneggiatrice portoghese
- 1967 - Emmanuelle Alt, editrice francese
- 1967 - Osiel Cárdenas Guillén, criminale messicano
- 1967 - Heinz-Harald Frentzen, ex pilota automobilistico tedesco
- 1967 - Marina Montesano, storica italiana
- 1967 - John Morton, ex cestista statunitense
- 1967 - Marco Scurria, politico italiano
- 1967 - Bob Stephenson, attore statunitense
- 1967 - Vladan Tomić, calciatore e allenatore di calcio serbo († 2016)
- 1968 - David Adekola, ex calciatore nigeriano
- 1968 - Aksel Bergo, allenatore di calcio norvegese
- 1968 - Antoine Boussombo, ex velocista gabonese
- 1968 - David Carabott, allenatore di calcio e ex calciatore maltese
- 1968 - Dalila, ex attrice pornografica marocchina
- 1968 - Tom Donahue, regista e produttore cinematografico statunitense
- 1968 - Shelley Lubben, attrice pornografica e attivista statunitense († 2019)
- 1968 - Sjarhej Martynaŭ, tiratore a segno bielorusso
- 1968 - Massimo Maugeri, scrittore italiano
- 1968 - Shea Neary, ex pugile britannico
- 1968 - Thomas Sykora, ex sciatore alpino austriaco
- 1969 - Holly Aird, attrice britannica
- 1969 - Adrián Bíreš, ex sciatore alpino slovacco
- 1969 - Blendi Fevziu, giornalista, conduttore televisivo e scrittore albanese
- 1969 - Layne Flack, giocatore di poker statunitense († 2021)
- 1969 - Andrea Gilardi, pilota automobilistico italiano
- 1969 - Lee Gang-hui, ex cestista sudcoreana
- 1969 - Johnny León, ex calciatore ecuadoriano
- 1969 - Martika, cantante e attrice statunitense
- 1969 - Helena Noguerra, attrice e cantante belga
- 1969 - Delcy Rodríguez, politica e avvocato venezuelana
- 1969 - Andrea Tentoni, ex calciatore italiano
- 1969 - Barbara Weistroffer, ex cestista francese
- 1969 - Antônio Carlos Zago, allenatore di calcio e ex calciatore brasiliano
- 1970 - Joseph Baldwin, attore, regista e produttore cinematografico statunitense
- 1970 - Tina Fey, attrice, autrice televisiva e comica statunitense
- 1970 - Tim Horan, ex rugbista a 15 e allenatore di rugby a 15 australiano
- 1970 - Billy Howerdel, cantautore, polistrumentista e produttore discografico statunitense
- 1970 - Nobuyasu Ikeda, ex calciatore giapponese
- 1970 - Brigitte Köck, ex snowboarder austriaca
- 1970 - Dave Leitao, ex cestista e allenatore di pallacanestro statunitense
- 1970 - Valerij Popovič, allenatore di calcio e ex calciatore russo
- 1970 - Tadashi Satomi, autore di videogiochi giapponese
- 1970 - Kimberly Schmidinger, ex sciatrice alpina statunitense
- 1970 - Krista Schmidinger, ex sciatrice alpina statunitense
- 1970 - Vicky Sunohara, ex hockeista su ghiaccio canadese
- 1970 - Clemens Zwijnenberg, ex calciatore olandese
- 1971 - Nina Bjedov, dirigente sportiva e ex cestista serba
- 1971 - Franklin Roosevelt Bueres, ex giocatore di calcio a 5 brasiliano
- 1971 - Brad Friedel, allenatore di calcio e ex calciatore statunitense
- 1971 - Elvis Gregory, schermidore cubano
- 1971 - Janel Jorgensen, ex nuotatrice statunitense
- 1971 - Olga Kurkulina, attrice, culturista e ex altista israeliana
- 1971 - Cynthia Lynch, ex wrestler statunitense
- 1971 - Giorgio Ravera, musicista, arrangiatore e produttore discografico italiano
- 1971 - Marcelo Saralegui, allenatore di calcio e ex calciatore uruguaiano
- 1971 - Muriel Targnion, politica belga
- 1971 - Goran Vučević, allenatore di calcio e ex calciatore croato
- 1972 - Caroline Abel, economista seychellese
- 1972 - Devin Bowen, ex tennista statunitense
- 1972 - Eduardo Falaschi, cantante e musicista brasiliano
- 1972 - Adamari López, attrice portoricana
- 1972 - Orlando Monteiro, ex calciatore saotomense
- 1973 - Pegguy Arphexad, ex calciatore francese
- 1973 - The Blue Meanie, wrestler statunitense
- 1973 - Markus Brunner, ex hockeista su ghiaccio italiano
- 1973 - Clementina Cantoni, funzionaria italiana
- 1973 - Sjarhej Dalidovič, ex fondista bielorusso
- 1973 - Riccardo De Filippis, attore italiano
- 1973 - Chantal Kreviazuk, cantautrice e attrice canadese
- 1973 - Donyell Marshall, ex cestista e allenatore di pallacanestro statunitense
- 1973 - Elisa Minari, musicista e bassista italiana
- 1973 - Raoul Savoy, allenatore di calcio svizzero
- 1973 - Geoffray Toyes, ex calciatore francese
- 1973 - Tōru Ukawa, pilota motociclistico giapponese
- 1974 - Roberto Bernardi, pittore italiano
- 1974 - Alexis Brandeker, astronomo svedese
- 1974 - Mark Burton, ex calciatore neozelandese
- 1974 - Bruno Paixão, arbitro di calcio portoghese
- 1974 - Salvador Guardia, allenatore di pallacanestro, dirigente sportivo e ex cestista spagnolo
- 1974 - Daniel Hasler, allenatore di calcio e ex calciatore liechtensteinese
- 1974 - Valmo Kriisa, ex cestista estone
- 1974 - Carolyn Sampson, soprano britannico
- 1974 - Roberta Stefanelli, ex calciatrice italiana
- 1974 - Daniele Timpano, drammaturgo, attore teatrale e regista teatrale italiano
- 1974 - Italo Zanzi, dirigente sportivo e avvocato statunitense
- 1975 - Just Jack, cantante e disc jockey britannico
- 1975 - Joe Bunn, ex cestista statunitense
- 1975 - John Higgins, giocatore di snooker scozzese
- 1975 - Jem, cantautrice britannica
- 1975 - Jack Johnson, cantautore e surfista statunitense
- 1975 - Irina Karavaeva, ex ginnasta russa
- 1975 - Natalija Korolevs'ka, politica ucraina
- 1975 - Leonel Pilipauskas, ex calciatore uruguaiano
- 1975 - Martin Riška, dirigente sportivo e ex ciclista su strada slovacco
- 1975 - Mirco Sadotti, ex calciatore italiano
- 1975 - Damir Stojak, ex calciatore serbo
- 1976 - Abir Al-Sahlani, politica irachena
- 1976 - Ruslan Lysenko, ex biatleta ucraino
- 1976 - Anang Ma'ruf, ex calciatore indonesiano
- 1976 - Ron Mercer, ex cestista statunitense
- 1976 - Anna Ottosson, ex sciatrice alpina svedese
- 1976 - Oleg Tverdovskij, ex hockeista su ghiaccio russo
- 1977 - Gianni Comandini, ex calciatore italiano
- 1977 - Richard Hastings, ex calciatore canadese
- 1977 - Lee Hendrie, ex calciatore inglese
- 1977 - Danny Mills, ex calciatore inglese
- 1977 - Brooke Reves, ex cestista statunitense
- 1977 - Victoria Sandell Svensson, ex calciatrice svedese
- 1977 - Bjarne Solbakken, ex sciatore alpino norvegese
- 1978 - Ricardo Carvalho, allenatore di calcio e ex calciatore portoghese
- 1978 - Matteo Dall'Osso, politico e attivista italiano
- 1978 - Chad Donella, attore canadese
- 1978 - Genís García, ex calciatore andorrano
- 1978 - Hélton, allenatore di calcio e ex calciatore brasiliano
- 1978 - Masasumi Kakizaki, fumettista giapponese
- 1978 - Charles Kamathi, mezzofondista e maratoneta keniota
- 1978 - Walter Moreno, ex calciatore colombiano
- 1978 - Hiroshi Morita, ex calciatore giapponese
- 1978 - Hind R. Boukli, regista francese
- 1978 - Yamirka Rodríguez, schermitrice cubana
- 1978 - Agnieszka Smoczyńska, regista polacca
- 1979 - Božo Barać, ex cestista croato
- 1979 - Helder Barbalho, politico brasiliano
- 1979 - Jens Bergensten, autore di videogiochi svedese
- 1979 - Bruno Bonfim, ex nuotatore brasiliano
- 1979 - Chit Un Cheung, ex calciatore macaense
- 1979 - Mahamadou Dissa, ex calciatore maliano
- 1979 - Iago García, attore spagnolo
- 1979 - Gabriel Gonzaga, artista marziale misto brasiliano
- 1979 - Mariusz Lewandowski, allenatore di calcio e ex calciatore polacco
- 1979 - Michal Martikán, canoista slovacco
- 1979 - Blagoj Nacoski, tenore macedone
- 1979 - David Nail, cantautore statunitense
- 1979 - Alexander Nanau, regista, sceneggiatore e produttore cinematografico romeno
- 1979 - Milivoje Novakovič, ex calciatore sloveno
- 1979 - Gian Piero Rotoli, attore italiano
- 1979 - Rick Say, nuotatore canadese
- 1979 - Julián Speroni, ex calciatore argentino
- 1980 - Reggie Evans, ex cestista statunitense
- 1980 - Esperanza Gómez, attrice pornografica e modella colombiana
- 1980 - Lwiza John, ex mezzofondista tanzaniana
- 1980 - Ivan Jolić, ex calciatore bosniaco
- 1980 - Mari Konno, ex cestista giapponese
- 1980 - Matt Long, attore statunitense
- 1980 - Martin Møller, fondista danese
- 1980 - Diego Pérez, allenatore di calcio e ex calciatore uruguaiano
- 1980 - Ann Sirot e Raphaël Balboni, regista e sceneggiatrice francese
- 1981 - Sílvia Alberto, conduttrice televisiva e attrice portoghese
- 1981 - Mahamadou Diarra, ex calciatore maliano
- 1981 - Edu Dracena, ex calciatore brasiliano
- 1981 - Odirlei de Souza Gaspar, ex calciatore brasiliano
- 1981 - Allen Leech, attore irlandese
- 1981 - Worapoj Petchkoom, ex pugile thailandese
- 1981 - Brandon Reilly, cantante statunitense
- 1981 - Thiago Soares, ex ballerino brasiliano
- 1981 - Zou Shiming, pugile cinese
- 1982 - Edith Backlund, cantante svedese
- 1982 - Kevin Berthome, pilota motociclistico francese
- 1982 - William Bonac, culturista ghanese
- 1982 - Jason Brown, ex calciatore gallese
- 1982 - Tiziana Buldini, attrice italiana
- 1982 - Alejandro Da Silva, ex calciatore paraguaiano
- 1982 - David Hallberg, ex ballerino e direttore artistico statunitense
- 1982 - Alexīs Kyritsīs, cestista greco
- 1982 - Leandro Donizete, ex calciatore brasiliano
- 1982 - Katlego Mashego, ex calciatore sudafricano
- 1982 - Marie-Ève Pelletier, ex tennista canadese
- 1982 - Novak Simović, arbitro di calcio serbo
- 1982 - Roderick Weusthof, hockeista su prato olandese
- 1983 - Šamil' Asil'darov, ex calciatore russo
- 1983 - Javier Beltrán, attore spagnolo
- 1983 - Michael Che, cabarettista, attore e sceneggiatore statunitense
- 1983 - Filippo Cosentino, compositore e chitarrista italiano
- 1983 - Peter Fehse, ex cestista tedesco
- 1983 - Iao Chio Kuok, calciatore macaense
- 1983 - Moussa Kalisse, calciatore olandese
- 1983 - Nadežda Kučer, soprano bielorusso
- 1983 - Rolf Kristian Larsen, attore norvegese
- 1983 - Sara Menghi, ex pallavolista italiana
- 1983 - Lee Miller, ex calciatore scozzese
- 1983 - Kiyofumi Nagai, pistard giapponese
- 1983 - Gary O'Neil, allenatore di calcio e ex calciatore inglese
- 1983 - Jennifer Rockwell, ostacolista statunitense
- 1983 - E.J. Rowland, cestista statunitense
- 1983 - Raffaele Sannitz, allenatore di hockey su ghiaccio e ex hockeista su ghiaccio svizzero
- 1983 - Rio Shimamoto, scrittrice giapponese
- 1983 - Eric West, cantante e modello statunitense
- 1983 - Vince Young, ex giocatore di football americano statunitense
- 1983 - Margarita Žukova, schermitrice russa
- 1984 - Daniel Baier, dirigente sportivo e ex calciatore tedesco
- 1984 - Marcelus Kemp, ex cestista statunitense
- 1984 - Kamil Kopúnek, ex calciatore slovacco
- 1984 - Ivet Lalova-Collio, velocista bulgara
- 1984 - Dean Lewington, ex calciatore inglese
- 1984 - Carles Martínez Novell, allenatore di calcio spagnolo
- 1984 - Simon Pagenaud, pilota automobilistico francese
- 1984 - Darius Šilinskis, ex cestista lituano
- 1984 - Joakim Soria, ex giocatore di baseball messicano
- 1984 - Niki Terpstra, ex ciclista su strada e ex pistard olandese
- 1985 - Francesca Battistelli, cantante statunitense
- 1985 - Enrico Carattoni, politico sammarinese
- 1985 - Johan Eurén, lottatore svedese
- 1985 - Eamon Farren, attore australiano
- 1985 - Thiago Feltri, ex calciatore brasiliano
- 1985 - Kelly Gallagher, ex sciatrice alpina britannica
- 1985 - Guðbjörg Gunnarsdóttir, calciatrice islandese
- 1985 - Justin Hawkins, ex cestista statunitense
- 1985 - Vincent Jay, ex biatleta francese
- 1985 - Davit Lomaia, ex calciatore georgiano
- 1985 - Josh Middleton, cantautore, chitarrista e produttore discografico britannico
- 1985 - Colin Minihan, regista e produttore cinematografico canadese
- 1985 - Klaudio Ndoja, ex cestista e allenatore di pallacanestro albanese
- 1985 - Marco Neethling, rugbista a 15 italiano
- 1985 - Travis Peterson, ex cestista statunitense
- 1985 - Marko Pridigar, ex calciatore sloveno
- 1985 - Jānis Pēda, pallavolista e giocatore di beach volley lettone
- 1985 - Ayako Sana, ex pallavolista giapponese
- 1985 - Adama Tamboura, ex calciatore maliano
- 1985 - Xu Bo, ex calciatore cinese
- 1986 - Kevin Anderson, tennista sudafricano
- 1986 - Sabrina Delannoy, ex calciatrice francese
- 1986 - Thiendou Diassé, ex cestista senegalese
- 1986 - Douglão, ex calciatore brasiliano
- 1986 - Sofie Hendrickx, ex cestista belga
- 1986 - Ryan Lamb, ex rugbista a 15 inglese
- 1986 - Natal'ja Osipova, ballerina russa
- 1986 - Aleksej Žukanenko, ex cestista russo
- 1987 - Solomon Bockarie, velocista sierraleonese
- 1987 - Mondaire Jones, politico e avvocato statunitense
- 1987 - Luisana Lopilato, attrice e modella argentina
- 1987 - Junior Muñoz, ex calciatore filippino
- 1987 - Hideya Okamoto, ex calciatore giapponese
- 1987 - Karolis Petrukonis, ex cestista lituano
- 1987 - Ri Kum-chol, ex calciatore nordcoreano
- 1987 - Kamil Vacek, calciatore ceco
- 1987 - Swayze Waters, ex giocatore di football americano statunitense
- 1987 - Mike Williams, giocatore di football americano statunitense († 2023)
- 1987 - Tarek Yehia, sollevatore egiziano
- 1987 - Murat Yıldırım, calciatore turco
- 1988 - Hirooki Arai, marciatore giapponese
- 1988 - Rouzbeh Arghavan, cestista iraniano
- 1988 - Paul Baysse, ex calciatore francese
- 1988 - Ryan Cooley, attore canadese
- 1988 - Kaspars Daugaviņš, hockeista su ghiaccio lettone
- 1988 - Taeyang, cantautore e ballerino sudcoreano
- 1988 - Chelsea Furlani, hockeista su ghiaccio statunitense
- 1988 - Kamilla Gafurzjanova, schermitrice russa
- 1988 - Tatsuma Itō, ex tennista giapponese
- 1988 - Hayat Lambarki, ostacolista marocchina
- 1988 - Ligger Moreira Malaquias, calciatore brasiliano
- 1988 - Omo Osaghae, ostacolista statunitense
- 1988 - Krista Phillips, ex cestista canadese
- 1988 - Verónica Pérez, ex calciatrice statunitense
- 1988 - Laima Rickevičiūtė, ex cestista lituana
- 1988 - Janeiler Rivas, ex calciatore colombiano
- 1988 - Kévin Réza, ex ciclista su strada e pistard francese
- 1988 - Kōji Seto, cantante e attore giapponese
- 1988 - Didí Torrico, calciatore boliviano
- 1989 - Alexandru Chipciu, calciatore rumeno
- 1989 - Angelo Corsi, calciatore italiano
- 1989 - Stefan Ilsanker, ex calciatore e giocatore di football americano austriaco
- 1989 - Anthony Jacob, canottiere canadese
- 1989 - Daniel Lafferty, calciatore nordirlandese
- 1989 - Eugénie Le Sommer, calciatrice francese
- 1989 - Antonio López Ojeda, ex calciatore messicano
- 1989 - Mohammad Rashid Mazaheri, ex calciatore iraniano
- 1989 - Andrea Mei, ex calciatore italiano
- 1989 - Robert Mühren, calciatore olandese
- 1989 - Sophie Reade, modella britannica
- 1989 - Renan, calciatore brasiliano
- 1989 - Jonathan Rivierez, calciatore francese
- 1989 - Joseph Sunder, pallavolista statunitense
- 1989 - Ryan Wilson, rugbista a 15 britannico
- 1990 - Dimitri Daeseleire, allenatore di calcio e ex calciatore belga
- 1990 - István Fülöp, calciatore rumeno
- 1990 - Zoran Gajić, calciatore serbo
- 1990 - Mizuki Hamada, calciatore giapponese
- 1990 - Heo Ga-yoon, cantante sudcoreana
- 1990 - Luke Kleintank, attore statunitense
- 1990 - Federico Laurito, ex calciatore argentino
- 1990 - Damien Maria, calciatore seychellese
- 1990 - Conor McCormack, calciatore irlandese
- 1990 - David Mitogo, calciatore equatoguineano († 2023)
- 1990 - Robert Quinn, giocatore di football americano statunitense
- 1990 - Mattia Reginato, giocatore di baseball italiano
- 1990 - Mateus William Sabino Silva, calciatore brasiliano
- 1990 - Luca Toccalini, politico italiano
- 1990 - Emil Vijački, calciatore bulgaro
- 1990 - Yūya Ōsako, calciatore giapponese
- 1991 - Julani Archibald, calciatore nevisiano
- 1991 - Elia Bastianoni, ex calciatore italiano
- 1991 - Emanuele Bellandi, rugbista a 15 italiano
- 1991 - Shanne Braspennincx, ex pistard olandese
- 1991 - Fernando Silva dos Santos, ex calciatore brasiliano
- 1991 - Jalal Hasan, calciatore iracheno
- 1991 - A'dia Mathies, ex cestista statunitense
- 1991 - Mula B, rapper olandese
- 1991 - David Pavelka, calciatore ceco
- 1991 - Alia Saeed Mohammed, mezzofondista etiope
- 1991 - Manu Tuilagi, rugbista a 15 samoano
- 1991 - José Luis Valiente, calciatore spagnolo
- 1992 - Adwoa Aboah, modella e attivista britannica
- 1992 - Luke Black, cantante serbo
- 1992 - Spencer Breslin, attore statunitense
- 1992 - Jay Bromley, giocatore di football americano statunitense
- 1992 - Ludovico Di Martino, regista e sceneggiatore italiano
- 1992 - Hanna Fardin, regista, scrittrice e fotografa iraniana
- 1992 - Damir Grgić, calciatore croato
- 1992 - Jorik Hendrickx, pattinatore artistico su ghiaccio belga
- 1992 - Brian Idowu, calciatore russo
- 1992 - Maruego, rapper marocchino
- 1992 - Stefania Menardi, giocatrice di curling italiana
- 1992 - Kevin Mendy, cestista francese
- 1992 - Fernando Pacheco, calciatore spagnolo
- 1992 - Haukur Pálsson, cestista islandese
- 1992 - Theresa Plaisance, cestista statunitense
- 1992 - Mirjam Puchner, sciatrice alpina austriaca
- 1992 - Sebastián Ramírez, calciatore uruguaiano
- 1992 - Benson Shilongo, ex calciatore namibiano
- 1992 - Eltac Səfərli, scacchista azero
- 1992 - Conor Washington, calciatore nordirlandese
- 1993 - Joaquín Arzura, ex calciatore argentino
- 1993 - Danielle Carter, calciatrice britannica
- 1993 - Riccardo Fiamozzi, calciatore italiano
- 1993 - Jingi Irie, attore e doppiatore giapponese
- 1993 - Kyle, rapper e attore statunitense
- 1993 - Fredrik Oldrup Jensen, calciatore norvegese
- 1993 - Frantz Pangop, ex calciatore camerunese
- 1993 - Andrey Pereira, giocatore di football americano brasiliano
- 1993 - Jiří Prskavec, canoista ceco
- 1993 - Shane Ray, giocatore di football americano statunitense
- 1993 - Luciano da Rocha Neves, calciatore brasiliano
- 1993 - Joan Ángel Román, calciatore spagnolo
- 1993 - Ryōhei Shirasaki, calciatore giapponese
- 1993 - Alekseev, cantante ucraino
- 1993 - Jessica Watson, velista australiana
- 1994 - Clint Capela, cestista svizzero
- 1994 - Edson Castillo, calciatore venezuelano
- 1994 - Laura Esquivel, attrice, conduttrice televisiva e cantante argentina
- 1994 - Omari Gudul, cestista della Repubblica Democratica del Congo
- 1994 - Simen Juklerød, calciatore norvegese
- 1994 - Shay McCartan, calciatore nordirlandese
- 1994 - Paul Nardi, calciatore francese
- 1994 - Faustine Robert, calciatrice francese
- 1994 - Naomi Schiff, pilota automobilistico belga
- 1994 - Karly Shorr, ex snowboarder statunitense
- 1994 - Esther Supreeleela, attrice thailandese
- 1994 - Benjamin Tatar, calciatore bosniaco
- 1994 - Aleksandar Čavrić, calciatore serbo
- 1994 - Ebru Şahin, attrice turca
- 1995 - Mario Barrios, pugile statunitense
- 1995 - Anouk Bessy, ex sciatrice alpina francese
- 1995 - Kyle Dagostino, pallavolista statunitense
- 1995 - Jules Danilo, pilota motociclistico francese
- 1995 - Berk Demir, cestista turco
- 1995 - Kimmy Granger, attrice pornografica statunitense
- 1995 - Chris Hamilton, ciclista su strada australiano
- 1995 - Odeni George, calciatore nigeriano
- 1995 - Marco Lazzaroni, rugbista a 15 italiano
- 1995 - Thalles, calciatore brasiliano († 2019)
- 1995 - Calvin Morgan, calciatore anguillano
- 1995 - Jáder Obrian, calciatore colombiano
- 1995 - Asia Ortega, attrice, ballerina e modella spagnola
- 1995 - Zurab Očihava, ex calciatore ucraino
- 1995 - Martin Rasner, calciatore austriaco
- 1995 - Tobias Salquist, calciatore danese
- 1995 - Niklas Sandberg, calciatore norvegese
- 1995 - Ekaterina Seleznëva, ginnasta russa
- 1995 - Ali Shabani, lottatore iraniano
- 1995 - Clare Shine, ex calciatrice irlandese
- 1995 - Craig Sibbald, calciatore scozzese
- 1995 - Luis Sosa, pallavolista cubano
- 1995 - Iker Undabarrena, calciatore spagnolo
- 1995 - Shatori Walker-Kimbrough, cestista statunitense
- 1996 - Dzmitryj Asanaŭ, pugile bielorusso
- 1996 - Violett Beane, attrice statunitense
- 1996 - Luis Alberto Caicedo Mosquera, calciatore colombiano
- 1996 - Erica Cipressa, schermitrice italiana
- 1996 - Mehdi Ebrahimi, lottatore iraniano
- 1996 - Mike Edwards, giocatore di football americano statunitense
- 1996 - Franklin Flores, calciatore honduregno
- 1996 - Yūki Kadono, ex snowboarder giapponese
- 1996 - Teeboy Kamara, calciatore liberiano
- 1996 - Herald Marku, calciatore albanese
- 1996 - Omar Mohamed, ex calciatore somalo
- 1996 - Sarah Munro, cantautrice e musicista britannica
- 1996 - Josefine Frida Pettersen, attrice norvegese
- 1996 - Rémy Rochas, ciclista su strada francese
- 1996 - Igor Timotijević, giocatore di football americano serbo
- 1997 - Filippo Berardi, calciatore sammarinese
- 1997 - Edgar Berlanga, pugile statunitense
- 1997 - Jorelyn Carabalí, calciatrice colombiana
- 1997 - Jonathan Cissé, calciatore ivoriano
- 1997 - Omar Jasika, tennista australiano
- 1997 - Frederik Lauenborg, calciatore danese
- 1997 - David Miladinović, cestista serbo
- 1997 - Nicolas Careca, calciatore brasiliano
- 1997 - Alejandro Rejón Huchin, poeta e giornalista messicano
- 1997 - Mario Soberón, calciatore spagnolo
- 1997 - Ema Twumasi, calciatore ghanese
- 1998 - Tobias Bonatti, giocatore di football americano austriaco
- 1998 - Mohamed Bourhan Mohamed, calciatore gibutiano
- 1998 - Cheng Wentao, nuotatrice artistica cinese
- 1998 - Bright Enobakhare, calciatore nigeriano
- 1998 - Tomás Federico, calciatore argentino
- 1998 - Guo Hanyu, tennista cinese
- 1998 - Melanie Hasler, bobbista svizzera
- 1998 - Shivangi Joshi, attrice indiana
- 1998 - Benedek Kovács, nuotatore ungherese
- 1998 - Maxim Leitsch, calciatore tedesco
- 1998 - Raí Nascimento, calciatore brasiliano
- 1998 - Cristhian Paredes, calciatore paraguaiano
- 1998 - Simon Rhein, calciatore tedesco
- 1999 - Bai Jinshi, scacchista cinese
- 1999 - Abel Bustos, calciatore argentino
- 1999 - Vincenzo Crea, attore italiano
- 1999 - Nils Haßfurther, ex cestista tedesco
- 1999 - Preston Judd, calciatore statunitense
- 1999 - Norbert Kundrák, calciatore ungherese
- 1999 - Bo Melton, giocatore di football americano statunitense
- 1999 - Laura Omloop, cantante belga
- 1999 - Mark Travers, calciatore irlandese
- 2000 - Nikolai Baden Frederiksen, calciatore danese
- 2000 - Gloria Ioriatti, pattinatrice di short track italiana
- 2000 - Izabela Marcisz, fondista polacca
- 2000 - Kevin Mier, calciatore colombiano
- 2000 - Greg Newsome II, giocatore di football americano statunitense
- 2000 - Pedro Oba, calciatore equatoguineano
- 2000 - Juan Portillo, calciatore argentino
- 2000 - Isaac Romero, calciatore spagnolo
- 2000 - Ryan Sessegnon, calciatore inglese
- 2000 - Steven Sessegnon, calciatore inglese
- 2000 - Devin Titus, calciatore sudafricano
- 2000 - Erin Wallace, mezzofondista britannica

## XXI secolo(38)
- 2001 - Luciano Cosentino, calciatore uruguaiano
- 2001 - Mohamoud Diabate, giocatore di football americano statunitense
- 2001 - Lukas Feurstein, sciatore alpino austriaco
- 2001 - Michele Gallo, schermidore italiano
- 2001 - Breskvica, cantante serba
- 2001 - Victor Karlsson, calciatore svedese
- 2001 - Sara Maria Kowalczyk, schermitrice italiana
- 2001 - Mirza Lagumdžija, pallavolista bosniaco
- 2001 - Agustín Moreira, calciatore uruguaiano
- 2001 - Lisa Moreschini, scialpinista, ex combinatista nordica e ex saltatrice con gli sci italiana
- 2001 - Emma Navarro, tennista statunitense
- 2001 - Tanner Perkins, sciatore alpino statunitense
- 2001 - Lina Queyroi, rugbista a 15 francese
- 2001 - Maria Eduarda Ferreira Sampaio, calciatrice brasiliana
- 2001 - Alexander Sosa, calciatore argentino
- 2001 - Kai Trewin, calciatore australiano
- 2001 - Jesse Williams, calciatore trinidadiano
- 2002 - John Kennedy, calciatore brasiliano
- 2002 - Josh Doig, calciatore scozzese
- 2002 - Caleb Furst, cestista statunitense
- 2002 - Sontje Hansen, calciatore olandese
- 2002 - Emilio Lara, calciatore messicano
- 2002 - Murilo Sartori, nuotatore brasiliano
- 2002 - Václav Sejk, calciatore ceco
- 2002 - Robson Matheus, calciatore boliviano
- 2002 - Alina Zagitova, pattinatrice artistica su ghiaccio russa
- 2003 - Francesco Bardelli, canottiere italiano
- 2003 - Tomás Leonel González, calciatore argentino
- 2003 - Albian Hajdari, calciatore svizzero
- 2003 - Travis Hunter, giocatore di football americano statunitense
- 2003 - Karel Spáčil, calciatore ceco
- 2003 - Kailey Willis, calciatrice maltese
- 2004 - Anthony Aires, calciatore uruguaiano
- 2004 - Victoria Olivier, sciatrice alpina austriaca
- 2005 - Matteo Galassi, schermidore italiano
- 2005 - Luca Lipani, calciatore italiano
- 2005 - Alexandria Villaseñor, attivista statunitense
- 2007 - Shaya Sar Shalom Nechmad, nuotatrice artistica israeliana

## Senza anno specificato(1)
- Henry Kane, scrittore e sceneggiatore statunitense († 1988)